# Escurçana violeta
L'escurçana violeta. (Pteroplatytrygon violacea) és una espècie de rajada de la família dels dasiàtids, que pertany al gènere monotípic Pteroplatytrygon.

## Taxonomia
|  | Pteroplatytrygon violacea                                                   |
|  |                                                                             |
|  | \| \| Pastinachus sephen \| \| \| \| \| \| Dasyatis + Himantura \| \| \| \| |
|  |                                                                             |
|  | Pastinachus sephen                                                          |
|  |                                                                             |
|  | Dasyatis + Himantura                                                        |
|  |                                                                             |

|  | Pastinachus sephen   |
|  |                      |
|  | Dasyatis + Himantura |
|  |                      |

|  | Pteroplatytrygon violacea                                                   |
|  |                                                                             |
|  | \| \| Pastinachus sephen \| \| \| \| \| \| Dasyatis + Himantura \| \| \| \| |
|  |                                                                             |
|  | Pastinachus sephen                                                          |
|  |                                                                             |
|  | Dasyatis + Himantura                                                        |
|  |                                                                             |

|  | Pastinachus sephen   |
|  |                      |
|  | Dasyatis + Himantura |
|  |                      |

|  | Pteroplatytrygon violacea                                                   |
|  |                                                                             |
|  | \| \| Pastinachus sephen \| \| \| \| \| \| Dasyatis + Himantura \| \| \| \| |
|  |                                                                             |
|  | Pastinachus sephen                                                          |
|  |                                                                             |
|  | Dasyatis + Himantura                                                        |
|  |                                                                             |

|  | Pastinachus sephen   |
|  |                      |
|  | Dasyatis + Himantura |
|  |                      |

|  | Pteroplatytrygon violacea                                                   |
|  |                                                                             |
|  | \| \| Pastinachus sephen \| \| \| \| \| \| Dasyatis + Himantura \| \| \| \| |
|  |                                                                             |
|  | Pastinachus sephen                                                          |
|  |                                                                             |
|  | Dasyatis + Himantura                                                        |
|  |                                                                             |

|  | Pastinachus sephen   |
|  |                      |
|  | Dasyatis + Himantura |
|  |                      |

|  | Pteroplatytrygon violacea                                                   |
|  |                                                                             |
|  | \| \| Pastinachus sephen \| \| \| \| \| \| Dasyatis + Himantura \| \| \| \| |
|  |                                                                             |
|  | Pastinachus sephen                                                          |
|  |                                                                             |
|  | Dasyatis + Himantura                                                        |
|  |                                                                             |

|  | Pastinachus sephen   |
|  |                      |
|  | Dasyatis + Himantura |
|  |                      |

|  | Pteroplatytrygon violacea                                                   |
|  |                                                                             |
|  | \| \| Pastinachus sephen \| \| \| \| \| \| Dasyatis + Himantura \| \| \| \| |
|  |                                                                             |
|  | Pastinachus sephen                                                          |
|  |                                                                             |
|  | Dasyatis + Himantura                                                        |
|  |                                                                             |

|  | Pastinachus sephen   |
|  |                      |
|  | Dasyatis + Himantura |
|  |                      |

|  | Pteroplatytrygon violacea                                                   |
|  |                                                                             |
|  | \| \| Pastinachus sephen \| \| \| \| \| \| Dasyatis + Himantura \| \| \| \| |
|  |                                                                             |
|  | Pastinachus sephen                                                          |
|  |                                                                             |
|  | Dasyatis + Himantura                                                        |
|  |                                                                             |

|  | Pastinachus sephen   |
|  |                      |
|  | Dasyatis + Himantura |
|  |                      |

|  | Pteroplatytrygon violacea                                                   |
|  |                                                                             |
|  | \| \| Pastinachus sephen \| \| \| \| \| \| Dasyatis + Himantura \| \| \| \| |
|  |                                                                             |
|  | Pastinachus sephen                                                          |
|  |                                                                             |
|  | Dasyatis + Himantura                                                        |
|  |                                                                             |

|  | Pastinachus sephen   |
|  |                      |
|  | Dasyatis + Himantura |
|  |                      |

L'escurçana violeta va ser descrita per primera vegada pel naturalista francès Charles Lucien Bonaparte el 1832 en el tercer volum de l'obra Iconografia della fauna italica per le quattro classi degli animali vertebrati. La va anomenar Trygon violacea, que prové de la paraula llatina viola ("porpra"), i va designar dos espècimens obtinguts a Itàlia com a sintipus de l'espècie. El gènere Trygon ha estat considerat d'aleshores ençà sinònim de Dasyatis. El 1910, el zoòleg americà Henry Weed Fowler va situar l'escurçana violeta dins del nou subgènere Pteroplatytrygon, del grec pteron ("aleta"), platus ("ample"), i trygon ("rajada"). Posteriors autors van elevar el subgènere Pterplatytrygon al rang de gènere, encara que alguns taxonomistes discuteixen si aquesta espècie és prou diferent com per justificar la seva separació del gènere Dasyatis.
Unes anàlisis filogenètiques fetes per Lisa Rosenberger el 2001, basades en la morfologia, van mostrar que l'escurçana violeta és un del membres més basals de la seva família, sent un tàxon germà d'un clade que conté les espècies dels gèneres Pastinachus, Dasyatis e Himantura.

## Distribució i hàbitat
La distribució de l'escurçana violeta s'estén gairebé arreu de les aigües pelàgiques càlides de la zona tropical, entre les latituds 52°N i 50°S. A l'oest de l'Atlàntic, ha estat vista des dels Grans bancs de Terranova fins a Carolina del Nord, el nord del golf de Mèxic, i les Petites Antilles, Brasil i l'Uruguai. A l'est de l'Atlàntic, ha estat registrada des del mar del Nord fins a Madeira, inclosa la mar Mediterrània, així com els voltants de Cap Verd, al golf de Guinea i Sud-àfrica. Al Pacífic, és coneguda des del Japó fins a Austràlia i Nova Zelanda a l'est, i des de la Colúmbia Britànica fins a Xile a l'oest, i als voltants de moltes illes oceàniques com Hawaii, les illes Galàpagos, i l'illa de Pasqua. No hi ha registres d'aquesta espècie a l'oceà Índic, encara que se sap que és comuna a la part sud-oest i els voltants d'Indonèsia.

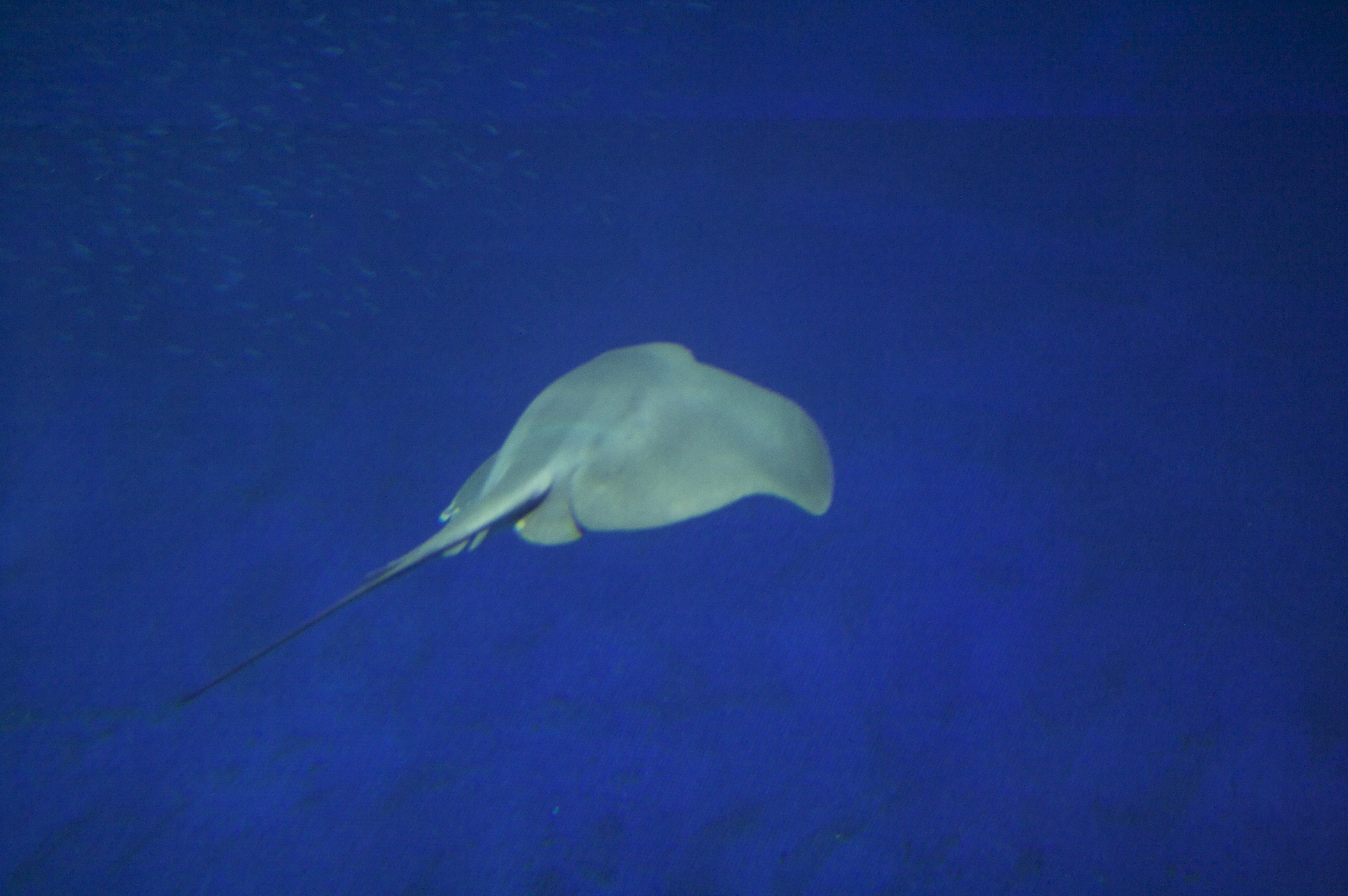
L'escurçana violeta és l'única rajada que viu gairebé exclusivament en aigües obertes.

Única entre les rajades vivint en aigües obertes en lloc del fons marí, l'escurçana violeta es troba generalment entre la superfície i els 100 metres de fondària, encara que yambé ha estat capturar entre 330 i 381 metres de fondària a l'Arc Mariana-Izu-Bonin, el qual indica que com a mínim ocasionalment s'apropa al fons. Prefereixen aigües amb temperatures per sobre dels 19 °C. Per sota dels 15 °C moririen.
L'escurçana violeta fa migracions estacionals seguint els fluxos d'aigua càlida. Al nord-oest de l'Atlàntic, es troba al Corrent del Golf o a prop entre els mesos de desembre i abril, i es desplaça cap al nord del corrent per romandre prop de la plataforma continental entre juliol i setembre. Sembla que una migració similar té lloc al Mediterrani, encara que se'n desconeixen els detalls. Al Pacífic, passa aparentment l'hivern en aigües oceàniques prop de l'equador i es desplaça cap a les costes de latituds més elevades cap a la primavera. Es coneixen dues poblacions al Pacífic: una migra des de prop de l'Amèrica Central fins a Califòrnia, i l'altre des de prop del centre del Pacífic fins a llocs tan llunyans com el Japó i la Colúmbia Britànica. Les escurçanes violetes del sud-oest del Brasil, es desplacen cap a la costa, degut a l'aparició d'aigua freda provinent del fons cap a finals de la primavera i l'estiu. Alguns anys poden fins i tot veure's empeses cap a aigües costaneres de menys de 45 metres de fondària.

## Descripció

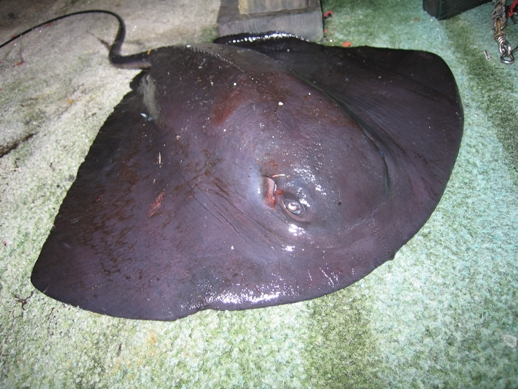
L'escurçana violeta es caracteritza per tenir un cos amb forma de falca més ample que llarg, ulls enfonsats i una color violeta fosc.

L'escurçana violeta té un cos molt gruixut en forma de falca, un terç més ample que llarg, amb uns extrems àmpliament corbats, en lloc d'angulats. El musell és curt i el seu extrem arrodonit. Els ulls són molt petits, i a diferència dels d'altres rajades no sobresurten del cos, i tenen els espiracles immediatament al darrere. Hi ha cortina de pell curta però àmplia entre les narius, amb un marge posterior lleugerament ondulat. La boca és petita i lleugerament arquejada, i té profundes arrugues a les cantonades, i una petita projecció al centre de la mandíbula superior, que encaixa en una osca a la mandíbula inferior. Té entre 0 i 15 papil·les bífides (estructures semblants a un mugró), que formen una filera distribuïda arreu del fons de la boca. Té entre 25 i 34 files de dents superior i entre 25 i 31 files de dents inferiors, les quals són, en ambdós sexes, punxegudes, tot i que les dels mascles adults són més llargues i esmolades que les de les femelles. Els marges de les aletes pèlviques són gairebé rectes al davant i arrodonits als extrems i el darrere.
La cua amb forma de fuet mesura fins a dues vegades la mida del cos, és gruixuda a la base i s'estreny significativament fins al fibló serrat i extremadament llarg, situat aproximadament entre un terç i la meitat de la seva longitud. Pot tenir dos fiblons si en creix un de substitució abans que l'original caigui. Posterior a l'inici del fibló, hi ha una aleta ventral inferior que no arriba fins a l'extrem. Els individus joves tenen la pell completament llisa, que amb l'edat es va cobrint d'unes petites espines al mig de l'esquena, així com una filera de petites espines que va des d'entremig dels ulls fins a l'inici del fibló. La seva pell té una coloració que va del porpra fosc al blau verdós per sobre i que s'estén fins al plec de la cua, i un color lleugerament més clar a la part inferior. Quan és capturada i manipulada, la pell emana una mucositat negra espessa que cobreix tot el seu cos. L'escurçana violeta creix generalment fins a 1,3 metres (inclosa la cua) de llarg i 59 centímetres d'ample. Els individus més grans registrats pertanyien a experiment amb cries captives dut a terme entre 1995 i el 2000, en el qual un mascle va assolir 68 centímetres d'ample i 12 quilograms de pes, i una femella va arribar als 94 centímetres d'ample i 49 quilograms de pes.

## Ecologia

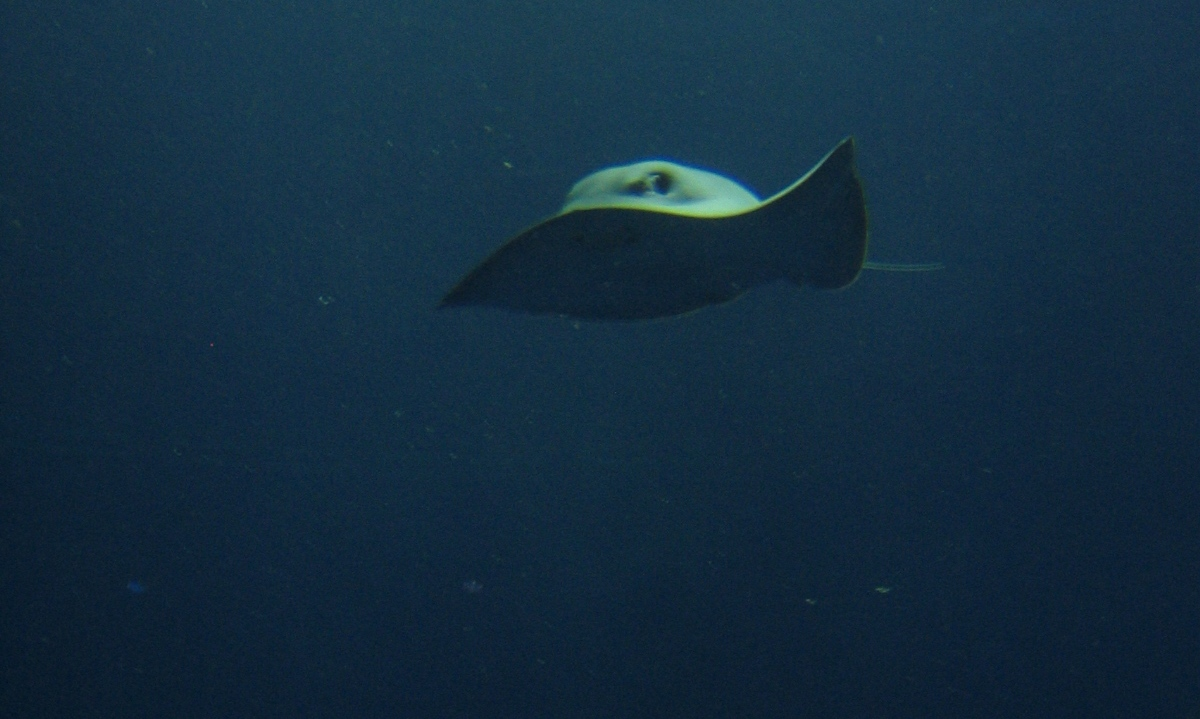
Com a una adaptació a la vida en mar obert, l'escurçana violeta neda aletejant el seu cos en lloc d'ondular-lo.

Havent adoptat un estil de vida en aigües de mitjana fondària, l'escurçana violeta disposa de diverses característiques diferents a les dels seus parents pròxims que viuen en el fons marí. Mentre que les majoria de rajades es propulsen ondulant els extrems del seu cos, aquesta espècie neda fent oscil·lar (aletejant) les seves aletes pectorals d'una manera similar al "vol sota l'aigua" empleat pels miliobàtids. Els moviments oscil·latoris de les aletes provoquen una elevació, el qual millora el desplaçament endavant en aigües obertes, en detriment de la maniobrabilitat. L'escurçana violeta és experta nedant cap enrere, el qual compensa el baix control de moviments que ofereix la seva forma de nedar.
Sembla que la visió és més important alhora de trobar aliment en l'escurçana violeta que en altres rajades. Comparada amb altres membres de la seva família, aquesta espècie té menys d'un terç de les ampolles de Lorenzini electro-receptores en el seu ventre. Aquestes ampolles també cobreixen una àrea més petita, encara que no tant petita com la dels miliobàtids, i es troben més aviat distribuïdes entre les zones ventral i dorsal. Aquesta espècie de rajada pot detectar un camp elèctric molt inferior a 1 nV/cm a una distància de fins a 30 centímetres, i pot ser capaç de recollir els camps elèctrics de fa minuts, produïts pels corrents de l'aigua. La línia lateral de l'escurçana violeta, un complex sistema de mecanoreceptors que detecta moviments propers i corrents oceànics, segueix sent similar al d'altres rajades, cobrint una superfície més gran a la zona ventral que en la dorsal. No obstant això, aquesta espècie és menys sensible als estímuls mecànics que als visuals.
Les escurçanes violetes mascles viuen generalment en aigües més profundes que les femelles. Els exemplars en captivitat sovint actuen amb molta agressivitat amb el peix lluna (Mola mola), mossegant-lo i assetjant-lo, especialment si tenen fam. Aquesta espècie és presa de taurons de mans llargues (Carcharhinus longimanus), taurons blancs (Carcharodon carcharias), odontocets, i altres grans carnívors oceànics. La seva coloració fosca serveix probablement per camuflar-lo dels perills del seu hàbitat. El verí de l'espina és també força potent, el qual provoca que sigui evitada per altres peixos. Alguns dels paràsits d'aquesta espècie inclouen cestodes: Acanthobothrium benedeni, A. crassicolle, A. filicolle, Rhinebothrium baeri, R. palombii, i Tetragonocephalum uarnak, i monogenis: Entobdella diadema.

### Dieta

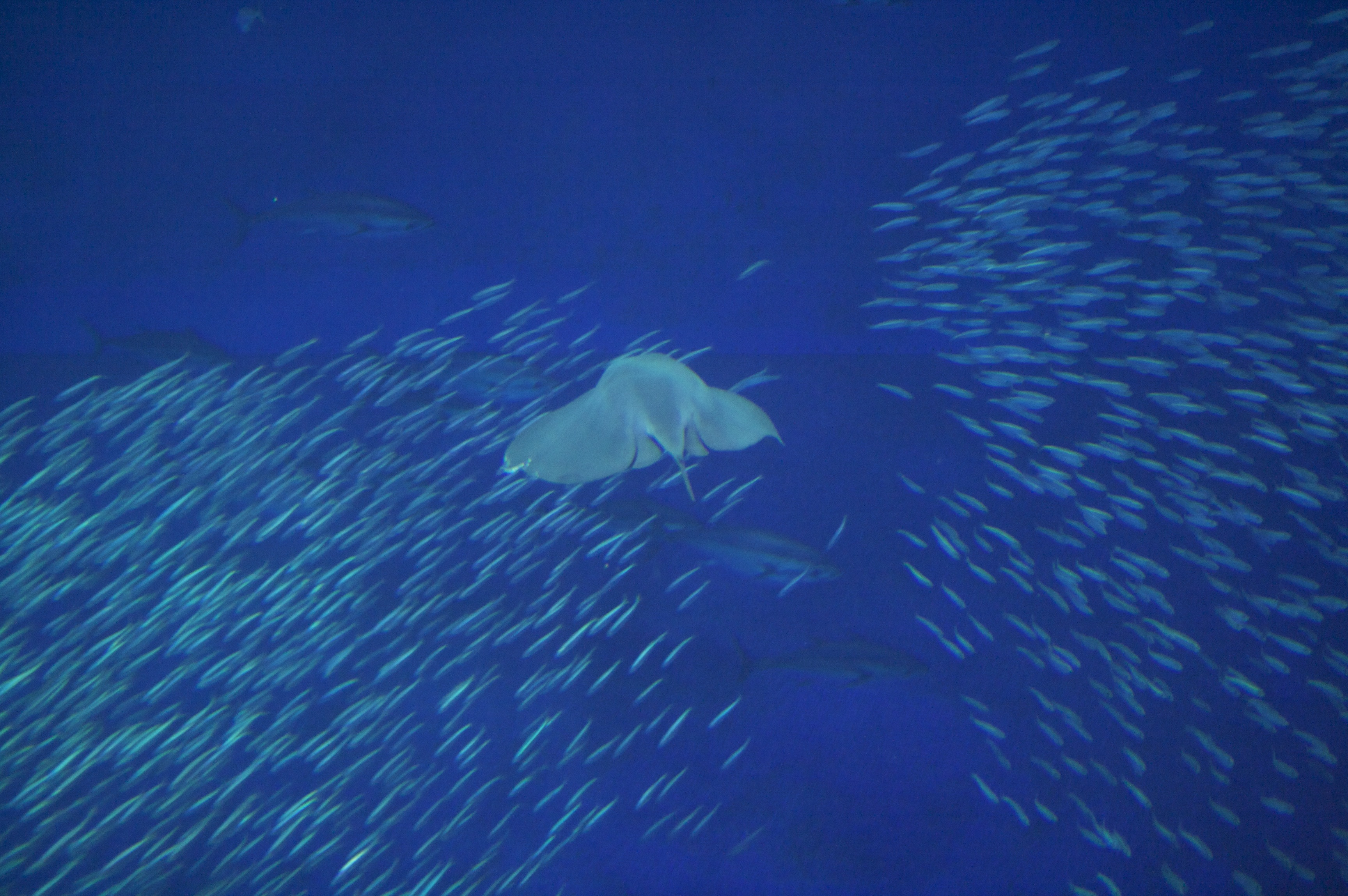
Els peixos petits són una de les preses de l'escurçana violeta.

L'escurçana violeta és caçador actiu que fa servir les aletes pectorals per capturar i portar-se el menjar a la boca. És l'única espècie de rajada en la qual els dos sexes tenen dents punxegudes, per agafar i espedaçar les preses relliscoses. La seva dieta està formada per una gran varietat d'organisme: crustacis (amfípodes, krill, i larves de crancs), mol·luscs (calamars, pops i pteròpodes), peixos ossis (arengs, verats, cavalls marins i monacàntids), ctenòfors, meduses i poliquets. Les escurçanes violetes de Califòrnia cacen entre novembre i abril, en grans bancs de calamars durant la fresa d'aquesta espècie. Els individus del Brasil segueixen bancs de sabre cuafí (Trichiurus lepturus) cap a la costa entre gener i febrer, cercant totes dues espècies bancs de peixos petits. Els individus joves consumeixen diàriament entre un 6 i un 7% del pes del seu cos, el qual disminueix fins als voltants de l'1% en els adults.

### Reproducció
Com altres rajades, la seva reproducció és ovovivípara, el que vol dir que l'embrió s'alimenta inicialment del rovell de l'ou i posteriorment de llet uterina, que conté proteïnes, lípids i mucositat. La mare proporcionar aquesta llet mitjançant nombroses extensions de l'epiteli de l'úter anomenades "trophonemata". Les femelles tenen un únic ovari funcional. Després d'un curt període de gestació que té una durada d'entre 2 i 4 mesos, el qual podria ser el més breu de les rajades, les femelles donen a llum dues ventrades formades per entre 4 i 13 cries per any, amb una mitjana de 6 individus. L'aparellament es produeix entre març i juny a l'Atlàntic nord-occidental, i al final de la primavera a l'Atlàntic sud-occidental. Les femelles són capaces d'emmagatzemar internament l'esperma durant més d'un any, permeten esperar que les condicions de l'entorn siguin favorables per la gestació.
El naixement té lloc generalment en aigües càlides properes a l'equador, amb l'excepció de la mar Mediterrània, amb un temps que varia en funció de la regió. Al Pacífic, les femelles donen a llum a l'hivern entre novembre i març en una zona de cria prop d'Amèrica Central, abans de migrar cap al nord. De manera similar, al nord-oest de l'Atlàntic, el naixement sembla que té lloc a l'hivern, quan les femelles es troben en aigües meridionals càlides, possiblement fora del Carib. No obstant això, també hi ha registres de dos femelles possiblement anòmales que estaven embarassades molt abans i van donar a llum a l'agost o setembre, abans de la seva migració cap al sud. Al sud-oest de l'Atlàntic, el naixement té lloc a l'estiu als voltants del mes de gener, també en aigües càlides prop de l'equador. A contrari que en altres regions, les femelles que viuen a la mar Mediterrània donen a llum a l'estiu, abans de migrar cap a aigües més càlides. Els nou-nascuts mesuren entre 15 i 25 centímetre d'ample. Els individus en captivitat, amb abundància d'aliment, creixen una mitjana anual de 8,1 centímetre d'amplada del cos, mentre que en llibertat, la mitjana és tan sols d'1,6 centímetres. La ingesta d'aliment i el creixement dels adults és més elevat entre gener i febrer i entre juliol i agost, i més baix entre març i abril i entre octubre i novembre. Els mascles assoleixen la maduresa sexual entre 37 i 50 centímetres d'amplada del cos als 2 anys, mentre que les femelles ho fan entre 39 i 50 centímetres als 3 anys. L'esperança de vida d'aquesta espècie es troba entre el 10 i 12 anys. Aquesta espècie és una de les més prolífiques de les rajades, amb un creixement anual de la seva població de fins al 31%.

## Relacions amb humans

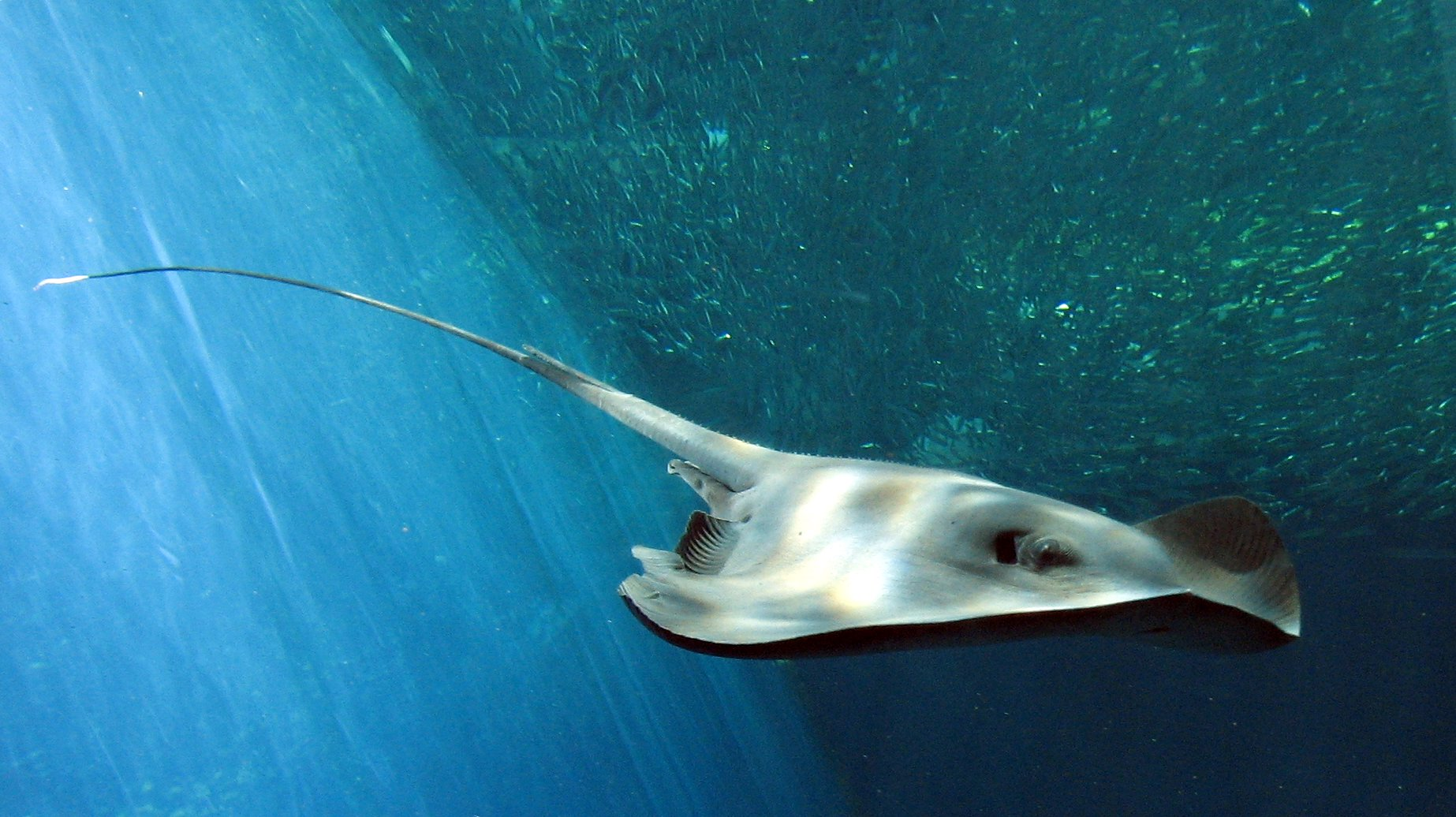
A pelagic stingray at Aquamarine Fukushima, Japan; this species adapts well to captivity.

L'escurçana violeta no és un animal agressiu i rarament és vist, amb l'excepció dels pescadors, encara que cal manipular-lo amb molta cura, ja que el llarg fibló de la seva cua pot infligir una ferida greu, i fins i tot mortal. Ha estat responsable de dos morts conegudes: un pescador de palangre de tonyina que va ser travessat per un individu capturat, i un altre pescador, que va morir de tètanus dies després de ser picat. Aquesta espècie ha viscut en aquaris públics des de fa gairebé un segle.
De vegades, la seva carn i els seus cartílags són utilitzats, com per exemple a Indonèsia, encara que gairebé sempre es considera de poc valor i es rebutja quan es captura. Susceptibles a la pesca de palangre i d'arrossegament, i a les xarxes d'emmallament i de cèrcol, sovint és capturada accidentalment en grans quantitats arreu de la seva àrea de distribució. Els individus capturats en els palangres pateixen una alta mortalitat, atès que els pescadors temen ser picats i els treuen de les xarxes colpejant-los contra els costats de l'embarcació, fet que els provoca danys greus a la boca i les mandíbules. L'abast d'aquestes captures accidentals encara no ha estat quantificat. De tota manera, les investigacions fetes al Pacífic indiquen que el nombre d'escurçanes violetes s'ha incrementat des de la dècada de 1950, possiblement a causa l'esgotament de depredadors dominants en l'ecosistema, com els taurons i la tonyina, provocat per la pesca comercial. Aquest fet, juntament amb la distribució global de l'espècie i la seva vida prolífica, ha conduït a la Unió Internacional per a la Conservació de la Natura (UICN) a catalogar-la com a espècie en risc mínim. Les investigacions recents han portat a reduir el nombre de captures accidentals de la pesca de palangre, per mitjà de la substitució dels hams per uns de més grans i/o amb forma de "C".